# Helina atripraefemura
Helina atripraefemura este o specie de muște din genul Helina, familia Muscidae, descrisă de Feng în anul 2005. Conform Catalogue of Life specia Helina atripraefemura nu are subspecii cunoscute.